# Ligne de Tiszalök à Nyíregyháza
La ligne de Ohat-Pusztakócs à Nyíregyháza ou ligne 117 est une ligne de chemin de fer de Hongrie. Elle relie Ohat-Pusztakócs à Nyíregyháza